# 岩手県道196号胆沢金ケ崎線
岩手県道196号胆沢金ケ崎線（いわてけんどう196ごう いさわかねがさきせん）は、岩手県奥州市と胆沢郡金ケ崎町を結ぶ一般県道である。

## 概要
奥州市胆沢若柳の国道397号交点から北へ分岐し、胆沢川を渡って金ケ崎町立永岡小学校付近で北東へ進路を変える。終点の手前で東北自動車道と立体交差し、終点の西根交差点に至る。

### 路線データ
- 実延長：10,130 m[1]
- 起点：奥州市胆沢[1]（国道397号交点）
- 終点：胆沢郡金ケ崎町[1]（西根交差点、国道4号・岩手県道108号江刺金ケ崎線交点）

## 歴史
- 1959年（昭和34年）3月31日 - 一般県道に認定される。[1]

## 地理

### 交差する道路
- 国道397号（奥州市胆沢若柳広表・起点）
- 岩手県道235号永沢水沢線（金ケ崎町永沢字清水）
- 国道4号金ケ崎バイパス・岩手県道108号江刺金ケ崎線（金ケ崎町西根字東地蔵野・終点）

### 沿線の施設
- 金ケ崎町立永岡小学校
- 金ケ崎町立金ケ崎小学校